# Teodoro Casati
Teodoro Casati   (Milà, c. 1630 - Milà, 26 d'agost de 1688) fou un organista i compositor italià del Barroc.
Cap al 1630, va ser primer mestre de la capella de l'església de Saint-Fedele, després del Sant Sepulcre, i finalment es va convertir en organista de la catedral de Milà, el 1667. També va obtenir la supervivència del lloc de mestre de la capella de la reina Marie-Anne d'Espanya. Piccinelli, diu que Casati va imprimir quatre obres de misses i motets; però no indica ni el lloc ni la data d'aquestes publicacions.

## Enregistraments
- Missa concertada - Teodoro Casati; cor mixt (SATB) i baix continu - Quatre veus. Das Chorwerk. Moseler Verlag #MOS 80116. Publicat per Moseler Verlag (M2.MOS-80116).